# Gran Canaria

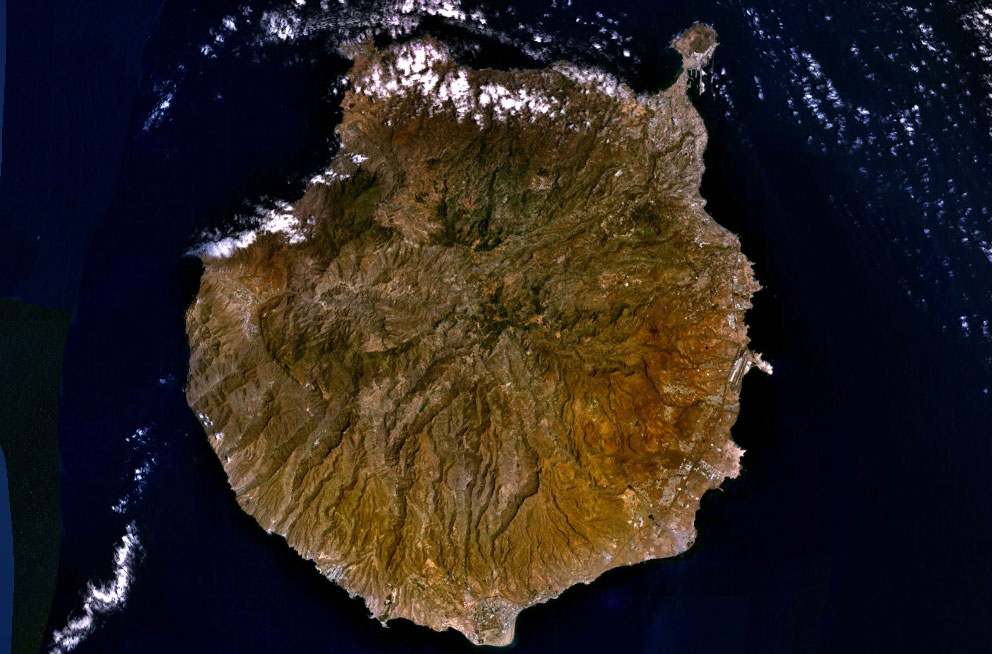

Gran Canaria is een van de Canarische Eilanden, een archipel in de Atlantische Oceaan. Het behoort tot Spanje. Het eiland is van vulkanische oorsprong. De hoofdstad is Las Palmas de Gran Canaria, de dichtstbevolkte stad van de Canarische Eilanden en een van de tien grootste steden van Spanje.

## Geografie

Gran Canaria 3D

Gran Canaria ligt ten zuidoosten van Tenerife en ten westen van Fuerteventura. De noordwestkust van Afrika ligt op ongeveer 150 km afstand en het vasteland van Europa is zo'n 1350 km verwijderd van Gran Canaria. De oppervlakte bedraagt 1560 km². Het hoogste punt ligt op 1949 meter, de top van de Pico de las Nieves. Het eiland heeft een ronde vorm, met een diameter van ongeveer 50 km.
Eeuwenlang had Gran Canaria te maken met ernstige ontbossing als gevolg van menselijk handelen. In de twintigste eeuw begon men met herbebossing en begon de hoeveelheid bos weer toe te nemen.

### Las Palmas de Gran Canaria
De hoofdstad van de provincie Las Palmas en daarmee ook van Gran Canaria is Las Palmas de Gran Canaria. Samen met Santa Cruz de Tenerife, de hoofdstad van buureiland Tenerife, vormt het de hoofdstad van de autonome regio van de Canarische Eilanden.

### Bestuurlijke indeling
Het eiland omvat 21 gemeentes:
| - Agaete - Agüimes - Artenara - Arucas - Firgas - Gáldar - Ingenio - La Aldea de San Nicolás - Mogán - Moya - Las Palmas | - San Bartolomé de Tirajana - Santa Brígida - Santa Lucía de Tirajana - Santa María de Guía de Gran Canaria - Tejeda - Telde - Teror - Valleseco - Valsequillo de Gran Canaria - Vega de San Mateo |  |

### Verkeer, vervoer en transport
Aan de oostkust van het eiland bevindt zich de luchthaven van Gran Canaria. Het grote aantal vliegtuigen en passagiers dat jaarlijks dit vliegveld aandoet maakt het tot een van de drukste van Spanje. Vlak naast het vliegveld is de luchtverkeersleiding gevestigd die al het vliegverkeer boven de Canarische Eilanden in goede banen leidt.
Het vervoer over het eiland zelf wordt geregeld door de busmaatschappij Global. Er rijden dagelijks 60 verschillende buslijnen over het eiland.
Op Gran Canaria loopt een aantal snelwegen die de hoofdstad met het noordwesten (via de GC-2) en zuidoosten (GC-1) verbindt. De snelweg GC-1 vormt sinds de jaren 90 de belangrijkste verbinding van de luchthaven naar de toeristische resorts in het zuiden. Het laatste stuk snelweg, van Puerto Rico naar Puerto de Mogán werd op 25 maart 2013 opengesteld voor verkeer.
Veruit de grootste haven is Puerto de La Luz in de hoofdstad Las Palmas. Dit is zowel een passagiers- (907.782 pax in 2007) als goederenhaven (verwerkt o.a. 400.000 ton ingevroren vis per jaar).
Verder heeft Arguineguín een haven voor de export van cement uit de plaatselijke fabriek en de haven van Arinaga bevindt zich in een van de belangrijkste industriële en commerciële zones van de Canarische Eilanden.
Er zijn plannen voor een spoorverbinding die de hoofdstad met het toeristische zuiden van het eiland moet gaan verbinden. Maar vanwege de economische situatie is het onduidelijk wanneer deze plannen verder uitgewerkt gaan worden.

### Geologie
Gran Canaria heeft een vulkanische oorsprong. Ongeveer 80% van de oppervlakte van het eiland ontstond tijdens het Mioceen, tussen 9 en 14 miljoen jaar geleden. De laatste vulkaanuitbarsting vond rond 1500 voor Christus plaats. 

## Klimaat
Gran Canaria heeft een warm en zonnig, subtropisch klimaat. De temperatuur is het hele jaar vrij gelijkmatig door de vochtige noordoostpassaat (viento alisio), en de Canarische stroom, een aftakking van de Golfstroom. Volgens de universiteit van Syracuse (VS) heeft de stad Las Palmas op Gran Canaria het beste klimaat ter wereld.
In de bergen in het binnenland is het wat koeler en op de hoogste bergen kan enkele maanden per jaar zelfs wat sneeuw liggen. Tijdens de Calima (wind vanuit de Sahara over de Atlantische Oceaan) lopen de temperaturen op tot soms boven de 40 °C en hangt er een stofwolk van Saharazand boven het eiland.
Het zuiden van Gran Canaria ligt in de regenschaduw van de bergen, met als gevolg dat het daar droger en zonniger is dan in het noorden.
De gemiddelde jaartemperatuur bedraagt 22 °C; de koudste maand is januari met een gemiddelde temperatuur van 17 °C en augustus is de warmste maand met gemiddeld 24 °C. De meeste regen is in de wintermaanden november, december en januari; de droogste maanden zijn de zomermaanden juni, juli en augustus.
Door de Golfstroom ligt de temperatuur van het zeewater bijna het hele jaar door tussen de 19 en 24 °C.
| Maand                  | jan | feb | mrt | apr | mei | jun | jul | aug | sep | okt | nov | dec | Jaar |
| ---------------------- | --- | --- | --- | --- | --- | --- | --- | --- | --- | --- | --- | --- | ---- |
| Gemiddeld maximum (°C) | 20  | 21  | 22  | 22  | 23  | 25  | 25  | 27  | 27  | 26  | 24  | 22  | 24   |
| Gemiddeld minimum (°C) | 14  | 15  | 15  | 16  | 17  | 19  | 20  | 21  | 21  | 20  | 18  | 16  | 18   |
|                        |     |     |     |     |     |     |     |     |     |     |     |     |      |
| Neerslag (mm)          | 18  | 24  | 14  | 7   | 2   | 0   | 0   | 0   | 10  | 13  | 18  | 27  | 134  |

## Geschiedenis

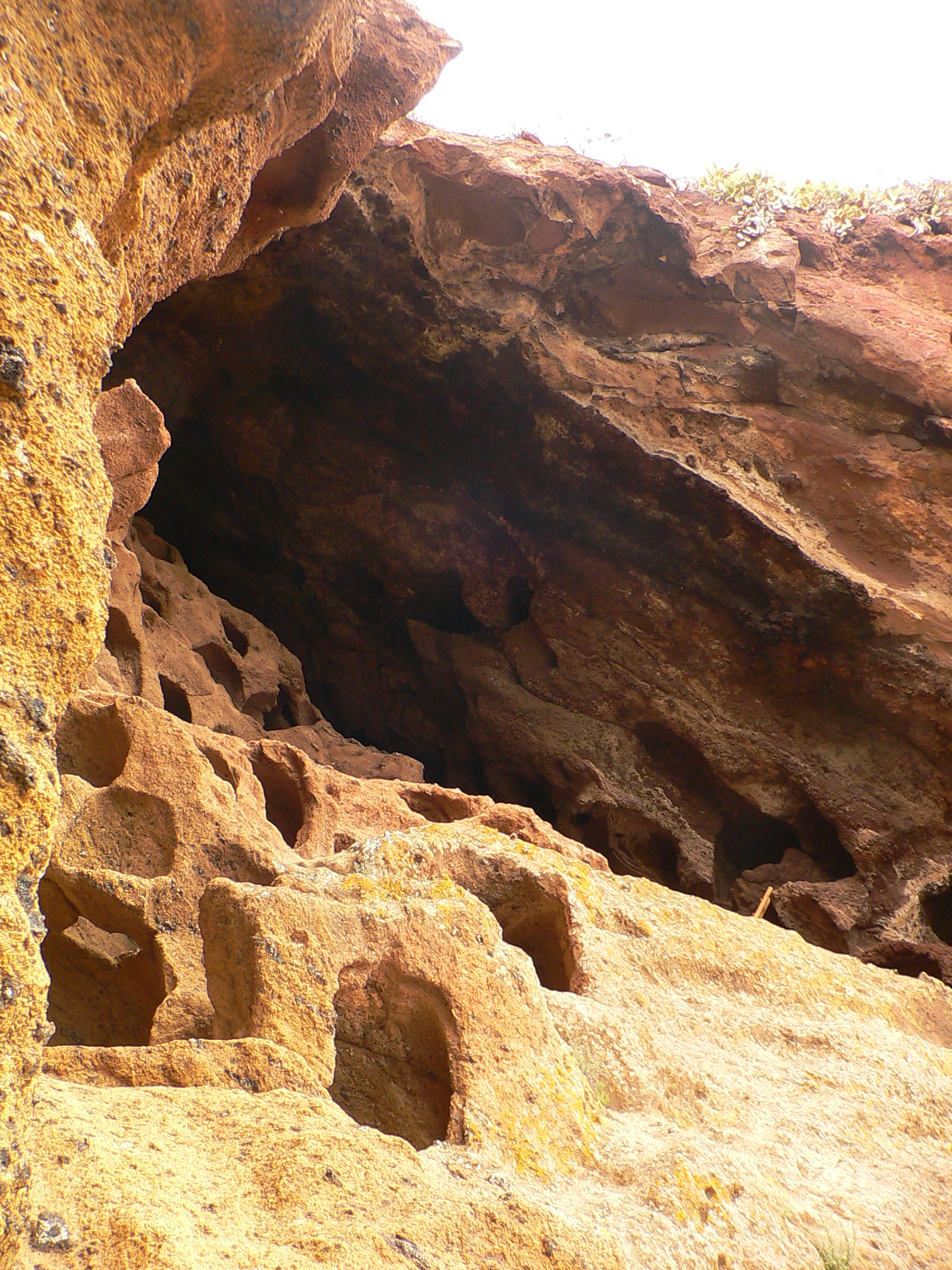
Bouwwerk van de Guanchen

Het eiland werd vanaf 3000 v.Chr. bevolkt door de Guanchen. Zij noemden het Tamarán. Spanje veroverde het in de 15e eeuw, tijdens het bewind van de Reyes Católicos (de katholieke koningen, Isabella I van Castilië en Ferdinand II van Aragon). Door het verzet van de oorspronkelijke bewoners hadden de Spanjaarden vijf jaar nodig om het volledige eiland te veroveren. In 1478 werd door Juan Rejón de stad Las Palmas de Gran Canaria gesticht, de eerste plek van Gran Canaria die in Spaanse handen kwam. Gran Canaria werd volledig ingelijfd en onder gezag van de Kroon van Castilië gebracht onder Pedro de Vera, die in 1483 de verovering, door Juan Rejón begonnen, voltooide.
De stad Las Palmas groeide uit tot een belangrijke haven voor schepen die onderweg waren van Europa of Afrika naar Amerika. Ook ontdekkingsreiziger Christoffel Columbus maakte op Gran Canaria een tussenstop. Het bekende Columbushuis, Casa de Colon, in Las Palmas herinnert hieraan. Het eiland kende in de 17de en 18de eeuw een bloeitijd door handel in suiker en later in wijn zoals de wijnbouw op de andere Canarische Eilanden zich ontwikkelde. Nog later werd vooral de bananenteelt belangrijk voor het eiland. Vanaf het begin van de 19de eeuw ging het een stuk slechter met de economie en vertrokken veel eilandbewoners richting Zuid-Amerika. Met de opkomst van het toerisme in de jaren 60 leefde de economie van Gran Canaria weer op.

## Toerisme

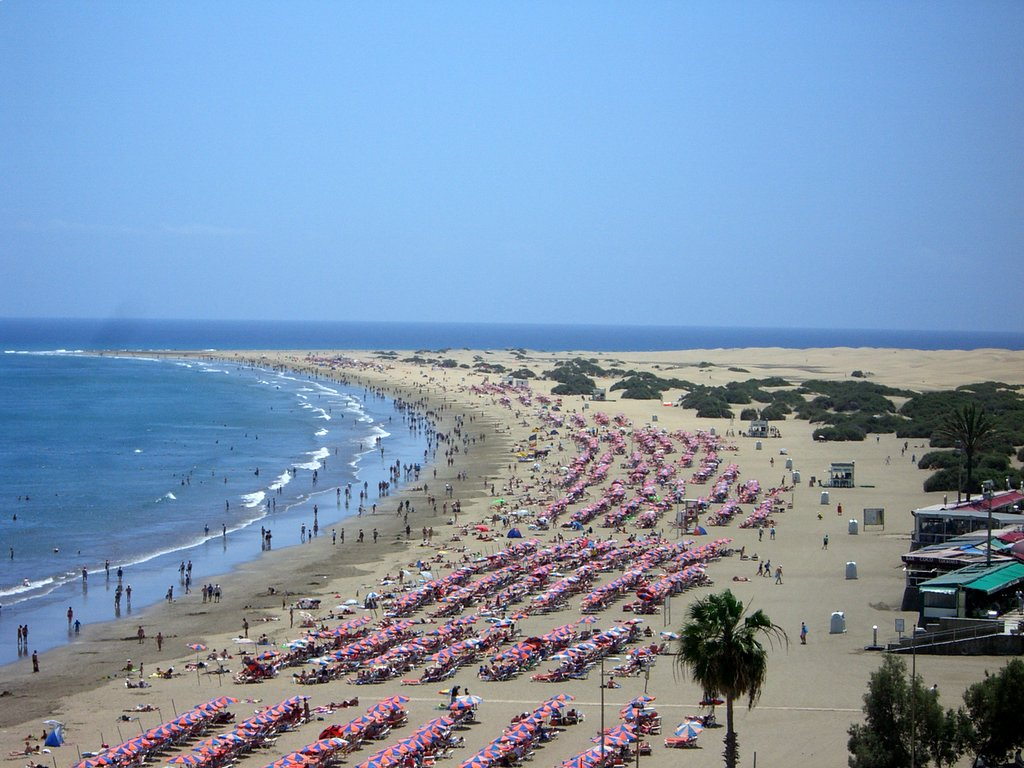
Playa del Ingles

De bananenteelt is lange tijd de belangrijkste bron van inkomsten geweest voor Gran Canaria, tot halverwege de vorige eeuw het toerisme op gang kwam. Na de landing van het eerste chartervliegtuig in 1956 ging het snel en na de dood van Franco in 1975 is het toerisme op Gran Canaria geëxplodeerd. Eind 2007 werd er voor het eerst een kleine terugval vastgesteld als gevolg van de crisis waarin de wereldeconomie verkeerde.
Zo'n 3,3 miljoen toeristen bezoeken jaarlijks Gran Canaria, niet alleen uit andere landen maar ook veel Spanjaarden die hier graag op vakantie gaan. De meeste toeristen verblijven in het zuiden waar het klimaat warmer en droger is dan elders op het eiland. De bekendste badplaatsen zijn Maspalomas met de naburige plaatsen San Agustin, Playa del Inglés en Meloneras en de iets meer naar het zuidwesten gelegen havenstadjes Puerto Rico en Puerto de Mogán.
Gran Canaria biedt toeristen een afwisselend landschap van zandstranden en duinen tot groene ravijnen en pittoreske bergdorpjes.

### Bezienswaardigheden

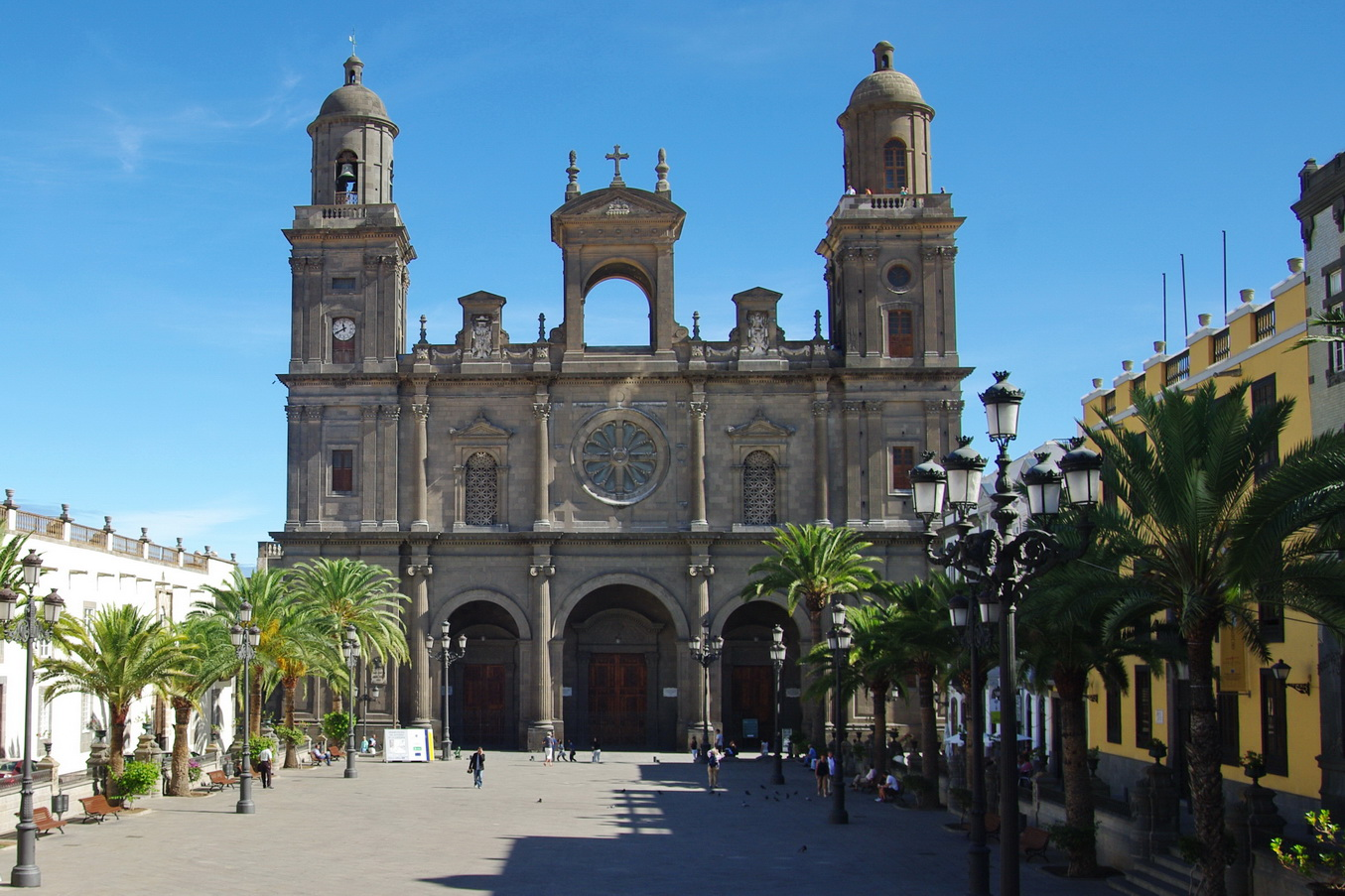
De kathedraal van Las Palmas

- In Las Palmas kan men het huis van de ontdekkingsreiziger Christoffel Columbus bezichtigen, alsook een museum dat gewijd is aan de cultuur van de oorspronkelijke bewoners, de Guanchen. In het oude gedeelte van de stad, de Vegueta, staat de kathedraal.
- Jardín Botánico Canario Viera y Clavijo is een botanische tuin in de buurt van Las Palmas.
- In het zuiden van het eiland, net buiten Playa del Ingles, bevindt zich het Palmitos Park, een groot vogelpark en dolfinarium.
- De markt in de vissersplaats Arguineguin (in de gemeente Mogán) is de grootste van het eiland en wordt gehouden op dinsdagen.
- Puerto de Mogán in het zuidwesten wordt soms 'klein Venetië' of 'het Venetië van het Zuiden' genoemd en wordt vooral op vrijdagen druk bezocht door toeristen omdat er op die dag een markt is.
- Mundo Aborigen is een openluchtmuseum in het dal van Fataga gewijd aan de cultuur van de oorspronkelijke bewoners.
- Roque Nublo is een van de hoogste punten van de Canarische Eilanden.
- De duinen en het brakwatergebied van Maspalomas zijn sinds 1987 beschermde natuurmonumenten.
- In Artenara worden nog vele grotwoningen bewoond.
- Teror geldt als de plaats met de best bewaard gebleven oorspronkelijke bebouwing.
- De vuurtoren Faro de Maspalomas is een van de veel gefotografeerde herkenningspunten van Gran Canaria.